# Los Niños de Sara
Los Niños de Sara son cuatro gitanos hispanohablantes que viven en Montpellier, Francia. Hacen música como grupo, pero también han trabajado en el grupo Alabina. También se llaman simplemente Los Niños.

## Sobre
Los Niños son primos radicados en Nimes, Francia, y han tocado juntos desde los 14 años. Comparado con los Gipsy Kings y Buena Vista Social Club, el grupo combina música rumba y flamenca con influencia norteafricana.
Los primos se llaman Antonio ("Tonio") Contreras, Ramón Compas, Santiago ("Santi") Lorente y Coco. Aunque hablan español y francés, solamente cantan en su lengua materna, que es el español. Tonio toca la guitarra y canta. Ramón y Santi tocan la guitarra y Coco toca los instrumentos de percusión.
Las canciones frecuentemente tratan de familia, amor y Dios. Los Niños son católicos.
En 2007, se dieron a conocer principalmente al público norteamericano, por la inclusión de las canciones La cubanita, Una muchacha y Vagabundo en la película Big Stan de Rob Schneider.

## Discografía
- España Tiene Sabor (2006)
- La Cubanita [Bonus Tracks] (2005)
- Gispyolé (2003)
- Cubanita (2001)

La música del grupo es incluida en estos discos compactos:
- Oriental Night Club (2004)
- Club Prive: Excellent Night Life for Trendy People (2002)
- Jan des Bouvrie Limited (2002)
- Voile Rouge at St Tropez, Vol. 2 (2001)
- Latin Moderns, Vol. 2
- L'Essentiel (1999)
- The Album (1996)